# Bothynus stenelus
Bothynus stenelus är en skalbaggsart som beskrevs av Hermann Burmeister 1847. Bothynus stenelus ingår i släktet Bothynus och familjen Dynastidae. Inga underarter finns listade.